# Coelorinchus weberi
Coelorinchus weberi es una especie de pez de la familia Macrouridae en el orden de los Gadiformes.

## Hábitat
Es un pez bentopelágico y marino de aguas  tropicales que vive hasta 410 m de profundidad.

## Distribución geográfica
Se encuentra en las Filipinas.